# Швиммер, Алек
Алек Швиммер (англ. Alec Schwimmer) — американский сценарист. Более известен работой над проектами «Мой шумный дом» и «Волшебные покровители».

## Биография
Алек Швиммер родился 4 августа 1989 года в округе Ориндж (штат Калифорния). Брат Мэтта Швиммера.
Начал свою работу сценариста в 19 лет с короткометражки «Чарли». Позже работал над фильмом «Ловушка», с 2013 года работает над мультсериалом «Волшебные покровители», а уже с 2016 года — над мультсериалом «Мой шумный дом» с Крисом Савино.

## Фильмография
| Годы         | Название                   | Примечания                           |
| ------------ | -------------------------- | ------------------------------------ |
| 2008         | Чарли                      | Короткометражка; сценарист           |
| 2010         | Сердцебиение Лос-Анджелеса | Короткометражка; композитор          |
| 2011         | Ловушка                    | Ассистент                            |
| 2013         | Что если…                  | Короткометражка; сценарист, редактор |
| 2013—2015    | Волшебные покровители      | Сценарист, координатор сценария      |
| 2016 — н. в. | Мой шумный дом             | Сценарист                            |